# Cảnh Mỹ, Đài Bắc

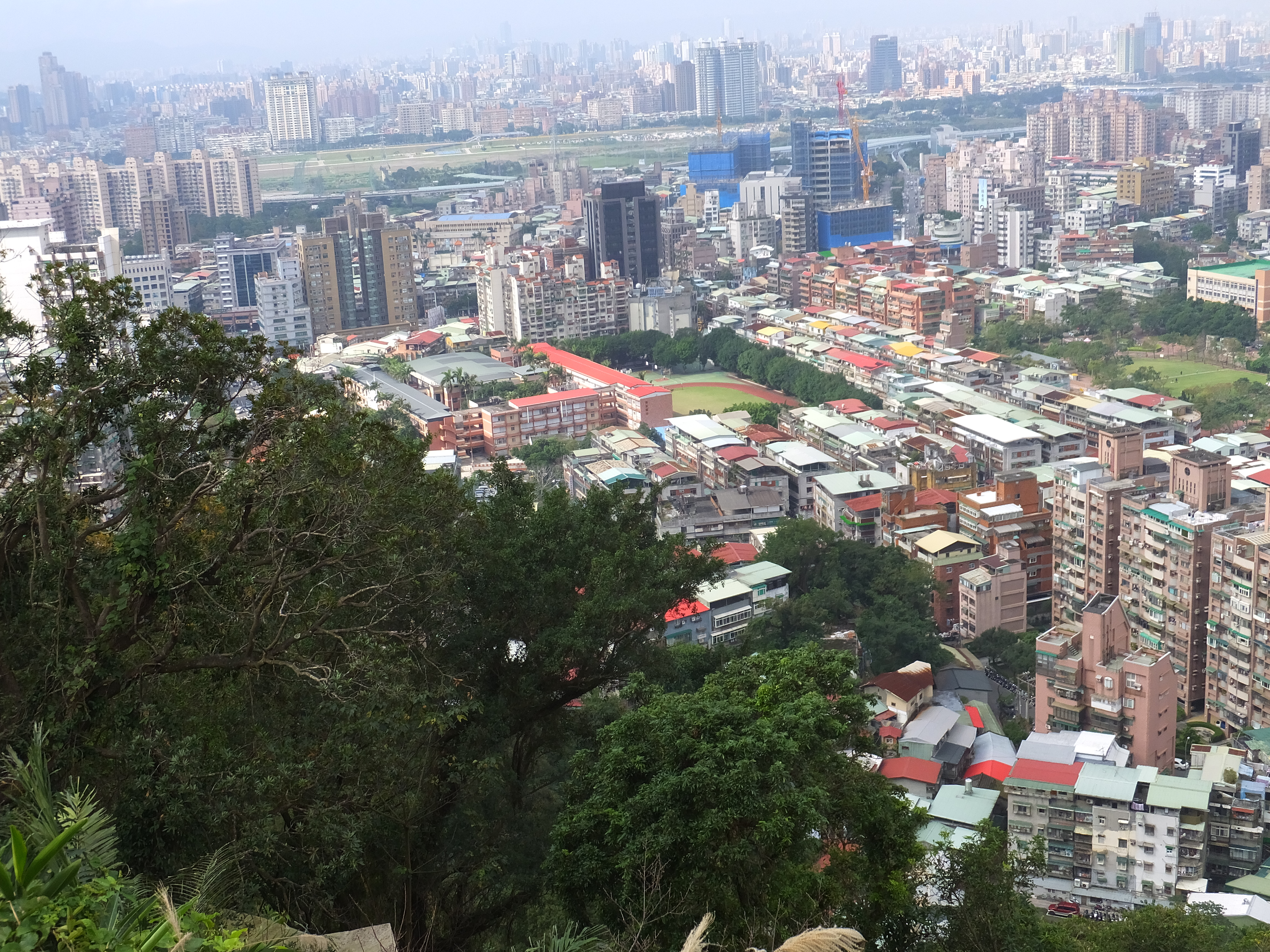
Quang cảnh khu vực Cảnh Mỹ

Cảnh Mỹ (tiếng Trung: 景美; bính âm: Jǐngměi; Wade–Giles: Ching3-mei3; nghĩa đen 'cảnh đẹp') là một khu vực thuộc thành phố Đài Bắc, Đài Loan. Trước năm 1990, Cảnh Mỹ là một quận, sau đó sáp nhập với quận Mộc Sách thành quận Văn Sơn. Khu vực quận Cảnh Mỹ cũ nay là phần phía tây của quận Văn Sơn.
Khu vực Cảnh Mỹ nằm về phía nam trung tâm Đài Bắc, giáp với quận Tân Điếm của thành phố Tân Bắc. Cảnh Mỹ nổi tiếng với chợ đêm nổi tiếng cùng tên. Chợ đêm Cảnh Mỹ bao gồm hàng trăm, nếu không nói là hàng ngàn, tiểu thương bán vô số mặt hàng, từ đồ ăn truyền thống Trung Quốc và Đài Loan đến quần áo vừa túi tiền và các mặt hàng khác. Khu vực Cảnh Mỹ cũng có nhiều tiệm buôn, nhà hàng cao cấp, rạp chiếu phim và các cơ sở kinh doanh karaoke, biến nơi này trở thành điểm đến phổ biến vào buổi tối và cuối tuần cho dân địa phương. Có thể đến chợ đêm bằng tàu điện ngầm thông qua ga Cảnh Mỹ thuộc tuyến Tùng Sơn-Tân Điếm của hệ thống đường sắt đô thị Đài Bắc. Cảnh Mỹ còn đóng vai trò là một trạm trung chuyển quy mô nhỏ cho các tuyến xe buýt địa phương do có nhiều tuyến xe buýt chạy qua khu vực này.
Tại Cảnh Mỹ có một công viên nhỏ nằm ở vị trí trung tâm, kề bên Trung học đệ nhất cấp Cảnh Hưng.

## Lịch sử
Cảnh Mỹ có tên cũ là Kiển Vĩ (tiếng Trung: 梘尾; Bạch thoại tự: Kéng-bé), trong đó chữ "kiển" nghĩa là "ống máng dẫn nước", gợi liên tưởng đến những đường ống lớn của hệ thống thủy lợi Lưu Công Quyến. Tên này về sau được sửa đổi thành Cảnh Vĩ (景尾; Kéng-bé).
Trong thời kỳ Đài Loan thuộc Nhật, khu vực này thuộc quản lý của làng Shinkō (深坑庄), quận Bunsan, tỉnh Taihoku. Sau Thế chiến 2, nơi này vẫn là một phần của hương Thâm Khanh, huyện Đài Bắc. Năm 1950, Cảnh Vĩ được đổi tên thành Cảnh Mỹ, tồn tại với tư cách một trấn. Tuy nhiên, tiếng Phúc Kiến Đài Loan vẫn dùng tên cũ là Kiển Vĩ.
Năm 1967, trấn này được sáp nhập vào thành phố Đài Bắc với tên gọi là quận Cảnh Mỹ. Năm 1990, quận Cảnh Mỹ nhập với quận Mộc Sách thành quận mới tên là Văn Sơn, cũng của thành phố Đài Bắc.